# Lossower Freiheide
Lossower Freiheide - las na południowym skraju Frankfurtu nad Odrą, w dzielnicy Lossow, na południe od jeziora Helenesee. Południowa część lasu leży w gminie Brieskow-Finkenheerd.